# 丘丘利加冰川

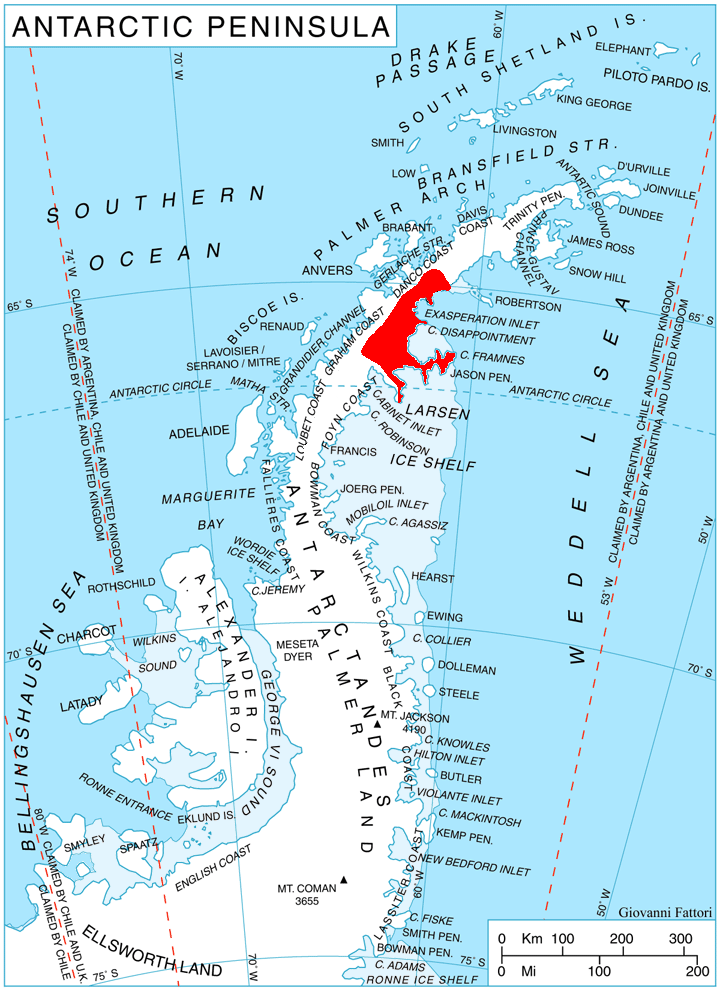

丘丘利加冰川（英語：Chuchuliga Glacier）是南極洲的冰川，位於葛拉漢地的奧斯卡二世海岸，處於傑貝勒冰川西南面，流經布魯斯高原，最終注入布魯斯高原，現時由南極條約體系管理。